# پرسی فاست
سرهنگ پریکاول هریسون فاست (۱۸ اوت ۱۸۶۷ – در یا بعد از ۱۹۲۵) جغرافیدان، افسر توپخانه، نقشه نگار، باستانشناس و کاشف بریتانیایی در مناطق آمریکای جنوبی بود. او به همراه پسر ارشد خود فاوست در سال ۱۹۲۵ هنگامی که در سفری برای یافتن شهر گمشده زی بود ناپدید شدند. زی نامی بود که فاست برای شهر گمشده باستانی که فاست و جمعی دیگر باور به وجودش در دل جنگل‌های آمازون داشتند و از تمدنی باستانی به جا مانده‌است ابداع نموده بود.
فیلم شهر گمشده زی در سال ۲۰۱۷ به تهیه‌کنندگی و کارگردانی جیمز گری که به زندگی و مسیر اکتشافی او پرداخته‌است ساخته شده است . 

## یادداشت
1. ↑  Heckenberger, Michael J. (2009). "Lost cities of the Amazon". Scientific American. 301 (4): 64–71.